# Червоная Семёновка
Червоная Семёновка (укр. Червона Семенівка) — село в Староконстантиновском районе Хмельницкой области Украины.
Население по переписи 2001 года составляло 57 человек. Почтовый индекс — 31121. Телефонный код — 3854. Занимает площадь 0,357 км². Код КОАТУУ — 6824282107.

## Местный совет
31121, Хмельницкая обл., Староконстантиновский р-н, с. Волица-Керекешина